# Station Warszawa Śródmieście WKD
Station Warszawa Śródmieście WKD is een spoorwegstation in het stadsdeel Śródmieście in de Poolse hoofdstad Warschau.